# Municipio de Seville Village
El municipio de Seville Village (en inglés: Seville Village Township) es un municipio ubicado en el condado de Medina en el estado estadounidense de Ohio. En el año 2010 tenía una población de 2296 habitantes y una densidad poblacional de 350,53 personas por km².

## Geografía
El municipio de Seville Village se encuentra ubicado en las coordenadas 41°1′14″N 81°52′0″O / 41.02056, -81.86667. Según la Oficina del Censo de los Estados Unidos, el municipio tiene una superficie total de 6.55 km², de la cual 6.55 km² corresponden a tierra firme y (0%) 0 km² es agua.

## Demografía
Según el censo de 2010, había 2296 personas residiendo en el municipio de Seville Village. La densidad de población era de 350,53 hab./km². De los 2296 habitantes, el municipio de Seville Village estaba compuesto por el 96.86% blancos, el 0.7% eran afroamericanos, el 0.22% eran amerindios, el 0.48% eran asiáticos, el 0.04% eran isleños del Pacífico, el 0.39% eran de otras razas y el 1.31% pertenecían a dos o más razas. Del total de la población el 1.52% eran hispanos o latinos de cualquier raza.